# Acalolepta frenchi
Acalolepta frenchi là một loài bọ cánh cứng trong họ Cerambycidae.